# Ministerstwo Hutnictwa (1952–1957)
Ministerstwo Hutnictwa (1952–1957) – urząd ministra, centralny organ administracji rządowej, członek Rady Ministrów, powołany w celu kierowania i zarządzania rozwojem przemysłu hutniczego i kopalnictwa.

## Utworzenie urzędu
Na podstawie ustawy z 1952 r. o organizacji władz naczelnych w dziedzinie przemysłu ciężkiego ustanowiono urząd Ministra Hutnictwa.

## Zakres działania urzędu
Do zakresu działania urzędu należały sprawy:
- hutnictwa i przetwórstwa żelaza i metali nieżelaznych,
- kopalnictwa rud,
- przemysłu materiałów ogniotrwałych.

## Zniesienie urzędu
Na podstawie ustawy z 1957 r. o zmianach w organizacji i zakresie działania naczelnych organów administracji państwowej w niektórych gałęziach przemysłu, budownictwa i komunikacji zniesiono urząd Ministra Hutnictwa i Ministerstwa Przemysłu Maszynowego, który połączono w urząd Ministerstwa Przemysłu Ciężkiego.